# Sono un fenomeno paranormale
Sono un fenomeno paranormale è un film italiano, del 1985, diretto da Sergio Corbucci.

## Trama
Roberto Razzi è il conduttore del programma Futuro, nel quale smaschera i trucchi e gli inganni più comuni che fanno gridare tutti al miracolo, ma quando il protagonista decide di andare in India, luogo del più antico misticismo, incontra Babasciò, un misterioso santone dalla lunga barba bianca che lo fa diventare un "fenomeno paranormale" in seguito alla caduta da un elefante.
Tornato in Italia, Razzi, superato misteriosamente il coma irreversibile causatogli dalla caduta, affronta le conseguenze dei miracoli che compie in modo più o meno involontario e le allucinazioni come il vedere doppio o il vedere le corna in testa alle persone, mettendo a serio rischio la sua vita professionale e sentimentale, specialmente quando si sdoppia e va a letto con la sua collaboratrice Olga, segretamente innamorata di lui. L'unica soluzione per lui è quella di tornare in India da Babasciò e questa volta ci va volando senza aereo come proposto nel disegno della figlia di Olga (soprannominata Cicognina per via del difetto congenito di star dritta su una sola gamba). Da questa esperienza il dottor Razzi impara che per quanto possa essere sbagliato essere troppo ingenui e creduloni, lo è altrettanto l'essere eccessivamente scettici e increduli in modo dogmatico.

## Produzione
L'ultima scena, nella grotta indiana di Babasciò, in realtà è stata girata alle grotte di Pastena in provincia di Frosinone.
Il castello del Maharaja è il Castello di Sammezzano a Reggello, in provincia di Firenze.